# ريبيكا جاكسون
ريبيكا جاكسون (بالإنجليزية: Rebecca Jackson)‏ هي مقدمة تلفزيونية بريطانية، ولدت في 1982 في Horndean ‏ في المملكة المتحدة.